# Alcathousites superstes
Alcathousites superstes är en skalbaggsart som först beskrevs av Wilhelm Ferdinand Erichson 1847.  Alcathousites superstes ingår i släktet Alcathousites och familjen långhorningar. Inga underarter finns listade i Catalogue of Life.